# Just Dance 2014
Pour les articles homonymes, voir Just Dance.
Just Dance 2014 est un jeu de rythme basé sur la danse. Il a été développé et édité par Ubisoft pour la Wii, la Wii U, la PlayStation 3, la PlayStation 4, la Xbox 360 et la Xbox One. Il s'agit du cinquième volet de la série Just Dance, sorti le 1er octobre 2013 sur l'ensemble des consoles dites d'ancienne génération, et au lancement de la PlayStation 4 et de la Xbox One, en novembre 2013. Il s'agit du premier volet proposant un mode karaoké et des chorégraphies jusqu'à 6 joueurs (sur les consoles nouvelle génération).

## Description du jeu
Si le jeu reprend toutes les caractéristiques des précédents volets de la saga, Just Dance 2014 propose également quelques nouveautés. Des nouveaux modes de jeu ont fait leur apparition comme le mode "on-stage", le mode "party master" qui vient quant à lui remplacer le mode "puppet master" qui avait fait son apparition sur Just Dance 4 ou encore le "world dancefloor".

### World dancefloor
Lors de la Gamescom 2013, Ubisoft a également dévoilé le mode "online" (en ligne), appelé "world dancefloor", qui permet aux joueurs de toutes les consoles de comparer leurs scores à ceux d'autres joueurs (sur un même type de console), et ce, où qu'ils se trouvent dans le monde. Il s'agit de la plus grande nouveauté depuis la création du jeu. En effet, pour la première fois, les joueurs du monde entier s'affrontent en temps réel, en fonction de la console sur laquelle ils jouent, sur une chanson sélectionnée par l'ordinateur ou par le vote de la communauté. L'ensemble des joueurs peut remporter des étoiles (jusqu'à cinq par personne et par chanson) qui permettent de débloquer d'autres chansons à jouer dans ce mode. En fin de chanson, les joueurs ont accès aux scores des autres joueurs et au classement mondial, ils peuvent ainsi situer leurs talents de danseurs par rapport au reste de la communauté. Le world dancefloor met en scène des petits évènements qui permettent, entre autres, d'opposer deux équipes (filles contre garçons, etc.).

### Mode On-Stage
Pour la première fois dans Just Dance, il est possible de danser à trois joueurs grâce au mode "On-Stage" (en scène). Ce mode permet à un seul joueur de monopoliser la danse tandis qu'il est accompagné par deux autres joueurs. Les danseurs ne sont là que pour accompagner le joueur du milieu dont la chorégraphie est souvent plus élaborée et plus compliquée. Ce mode de jeu ne comporte pas de chansons exclusives mais les coachs sont différents par rapport à ceux des versions classiques.

## Système de jeu
Just dance 2014 est un jeu classé dans la catégorie dite de "danse". Le principe du jeu est d'imiter les mouvements du personnage à l'écran (un coach) comme si c'était le reflet d'un miroir. Selon la chanson, les mouvements sont plus ou moins complexes et demandent plus ou moins d'effort. Des icônes indiquant les suites de pas et de mouvements défilent en bas de l'écran. S'ils sont effectués correctement et en rythme, le joueur obtient des points de score. Certains mouvements valent sensiblement plus de points, on les reconnait aux effets lumineux autour du coach, ce sont les Gold Moves. Si la chanson choisie est une chorégraphie en duo ou en groupe, il arrive que les joueurs fassent des mouvements différents, et soient amenés à se croiser.

## Liste des titres

### Mode Classique
La liste des titres est publiée sur le site du jeu le 23 septembre 2013 et contient 48 chansons différentes. Toutefois, deux chansons sont réservées à la version européenne du jeu (Fedez et TAL) et deux autres à la version américaine (Jason Derülo et Ivete Sangalo). Chaque jeu contient donc 46 chansons. Le premier DLC, Roar de Katy Perry, est gratuit. Seuls deux titres de la playlist sont une reprise et non les musiques originales : Flashdance… What A Feeling et Moskau.
| Chanson                                     | Artiste(s)                               | Difficulté | Année | Mode       | Danseur(s)/euse(s) |
| ------------------------------------------- | ---------------------------------------- | ---------- | ----- | ---------- | ------------------ |
| Applause                                    | Lady Gaga                                | Moyen      | 2013  | Solo       | ♀                  |
| Just Dance                                  | Lady Gaga feat. Colby O'Donis            | Difficile  | 2008  | Solo       | ♀                  |
| Feel This Moment                            | Pitbull feat. Christina Aguilera         | Facile     | 2013  | Solo       | ♀                  |
| Flashdance… What A Feeling*                 | The Girly Team (reprise de Irene Cara)   | Difficile  | 1983  | Solo       | ♀                  |
| I Kissed a Girl                             | Katy Perry                               | Moyen      | 2008  | Solo       | ♀                  |
| I Will Survive                              | Gloria Gaynor                            | Facile     | 1978  | Solo       | ♀                  |
| Rich Girl                                   | Gwen Stefani feat. Eve                   | Facile     | 2004  | Solo       | ♀                  |
| She Wolf (Falling to Pieces)                | David Guetta feat. Sia                   | Moyen      | 2012  | Solo       | ♀                  |
| Starships                                   | Nicki Minaj                              | Difficile  | 2012  | Solo       | ♀                  |
| Miss Understood JD                          | Sammie                                   | Moyen      | 2013  | Solo       | ♀                  |
| Where Have You Been                         | Rihanna                                  | Difficile  | 2012  | Solo       | ♀                  |
| Wild                                        | Jessie J feat. Big Sean                  | Difficile  | 2013  | Solo       | ♀                  |
| Follow the Leader                           | Wisin y Yandel feat. Jennifer Lopez      | Difficile  | 2012  | Solo       | ♀                  |
| Danse (P)                                   | Tal (Pop Version)                        | Facile     | 2013  | Solo       | ♀                  |
| Dançando (N)                                | Ivete Sangalo                            | Moyen      | 2013  | Solo       | ♀                  |
| Fine China                                  | Chris Brown                              | Moyen      | 2013  | Solo       | ♂                  |
| Gentleman                                   | PSY                                      | Moyen      | 2013  | Solo       | ♂                  |
| Troublemaker                                | Olly Murs feat. Flo Rida                 | Facile     | 2012  | Solo       | ♂                  |
| The Other Side (N)                          | Jason Derulo                             | Difficile  | 2013  | Solo       | ♂                  |
| Alfonso Signorini (Eroe Nazionale) (P)      | Fedez                                    | Difficile  | 2013  | Solo       | ♂                  |
| Love Boat*                                  | Frankie Bostello                         | Moyen      | 1979  | Solo       | ♂                  |
| Maria                                       | Ricky Martin                             | Difficile  | 1996  | Solo       | ♂                  |
| It's You                                    | Duck Sauce                               | Moyen      | 2013  | Solo       | ♂                  |
| Isidora                                     | Bog Bog Orkestar                         | Moyen      | 2013  | Solo       | ♂                  |
| Feel So Right                               | Imposs Ft. Konshens                      | Difficile  | 2013  | Solo       | ♀                  |
| Gimme! Gimme! Gimme! (A Man After Midnight) | ABBA                                     | Facile     | 1979  | Solo       | ♀                  |
| Candy                                       | Robbie Williams                          | Moyen      | 2012  | Duo        | ♂/♀                |
| Careless Whisper                            | George Michael                           | Difficile  | 1984  | Duo        | ♂/♀                |
| C'Mon'n                                     | Ke$ha                                    | Moyen      | 2013  | Duo        | ♀/♂                |
| Aquarius/Let The Sunshine In*               | The 5th Dimension (The Sunlight Shakers) | Facile     | 1969  | Duo        | ♀/♀                |
| Moskau*                                     | Dschinghis Khan(Dancing Bros.)           | Difficile  | 1979  | Duo        | ♂/♀                |
| Turn Up the Love                            | Far East Movement feat. Cover Drive      | Difficile  | 2012  | Duo        | ♂/♀                |
| Limbo                                       | Daddy Yankee                             | Difficile  | 2012  | Duo        | ♂/♀                |
| Could You Be Loved                          | Bob Marley                               | Facile     | 1980  | Duo        | ♀/♀                |
| Just a Gigolo                               | Louis Prima                              | Moyen      | 1956  | Duo        | ♂/♀                |
| The Way                                     | Ariana Grande feat. Mac Miller           | Facile     | 2013  | Duo        | ♂/♀                |
| Nitro Bot JD                                | Sentai Express                           | Moyen      | 2013  | Duo        | ♂/♀                |
| 99 Luftballonsn'*                           | Nena (Rutschen Planeten)                 | Facile     | 1983  | Duo        | ♂/♀                |
| Get Lucky                                   | Daft Punk feat. Pharrell Williams        | Moyen      | 2013  | Duo        | ♂/♂                |
| Blurred Lines                               | Robin Thicke feat. Pharrell              | Facile     | 2013  | Duo        | ♂/♂                |
| Pound the Alarm                             | Nicki Minaj                              | Moyen      | 2012  | Dance Crew | ♀/♀/♀/♀            |
| Blame It on the Boogie                      | Michael Jackson                          | Facile     | 1979  | Dance Crew | ♂/♀/♂/♀            |
| In the Summertime                           | Mungo Jerry                              | Facile     | 1970  | Dance Crew | ♂/♀/♂/♀            |
| #thatPOWER                                  | william feat. Justin Bieber              | Difficile  | 2013  | Dance Crew | ♀/♂/♂/♀            |
| Ghostbusters                                | Ray Parker, Jr.                          | Moyen      | 1984  | Dance Crew | ♂/♂/♂/♂            |
| Kiss You'k                                  | One Direction                            | Facile     | 2013  | Dance Crew | ♂/♂/♂/♂            |
| YMCA                                        | Village People                           | Facile     | 1978  | Dance Crew | ♂/♂/♂/♂            |
| Prince Ali'k                                | Aladdin (Disney)                         | Moyen      | 1992  | Dance Crew | ♂/♀/♂/♂            |

- Le (P) indique que la chanson est disponible dans la version européenne du jeu, et en téléchargement aux États-Unis.
- Le (N) indique que la chanson est disponible dans la version américaine du jeu, et en téléchargement en Europe.
- Le "*" indique que la chanson est une reprise et non l'original.
- Le "JD" indique que la chanson ainsi que l'artiste est engagé pour Just Dance
- (Song Beta) indique que la chanson a été enlevée pour des raisons inconnues.

### Contenu téléchargeable
En plus de la liste des chansons régulière, Just Dance 2014 propose des mises à jour des contenus qui permettent, à condition de posséder une connexion Internet, d'étoffer le jeu. Ces ajouts de contenu sont payants pour les joueurs. La chanson "Roar" de Katy Perry est disponible en téléchargement gratuit à la sortie du jeu. Certains ne sont que des alternatives de chanson déjà existante dans le menu (Alternate, Extrême, On-Stage).
| Chanson                            | Artiste(s)                             | Difficulté | Année | Mode     | Danseur(s)/euse(s) | Date de sortie    | Prix                    | Date de retrait                           |
| ---------------------------------- | -------------------------------------- | ---------- | ----- | -------- | ------------------ | ----------------- | ----------------------- | ----------------------------------------- |
| Roar                               | Katy Perry                             | Moyen      | 2013  | Solo     | ♀                  | 1er octobre 2013  | Gratuit                 | Divers (fermeture des boutiques en ligne) |
| Pound the Alarm (AL)               | Nicki Minaj                            | Extrême    | 2012  | Solo     | ♂                  | 1er octobre 2013  | 150 Wii Points / 1,50 € | Divers (fermeture des boutiques en ligne) |
| Wake Me Up                         | Avicii                                 | Moyen      | 2013  | Solo     | ♂                  | 1er octobre 2013  | 300 Wii Points / 3 €    | Divers (fermeture des boutiques en ligne) |
| "Can't Hold Us"                    | Macklemore & Ryan Lewis ft. Ray Dalton | Moyen      | 2013  | Solo     | ♂                  | 1er octobre 2013  | 300 Wii Points / 3 €    | Divers (fermeture des boutiques en ligne) |
| "Safe And Sound" (N)               | Capital Cities                         | Facile     | 2013  | Solo     | ♀-♂-♀-♂-♀          | 5 octobre 2013    | Exclusivité             | Divers (fermeture des boutiques en ligne) |
| "We Can't Stop" (N)                | Miley Cyrus                            | Moyen      | 2013  | Solo     | ♀                  | 5 octobre 2013    | 300 Wii Points / 3 €    | Divers (fermeture des boutiques en ligne) |
| Waking Up In Vegas (N)             | Katy Perry                             | Moyen      | 2008  | Solo     | ♀                  | 1er novembre 2013 | Exclusivité             | Divers (fermeture des boutiques en ligne) |
| What About Love                    | Austin Mahone                          | Moyen      | 2013  | Solo     | ♂                  | 26 novembre 2013  | 300 Wii Points / 3 €    | Divers (fermeture des boutiques en ligne) |
| One Way Or Another (Teenage Kicks) | One Direction                          | Moyen      | 2013  | Solo     | ♂                  | 26 novembre 2013  | 300 Wii Points / 3 €    | Divers (fermeture des boutiques en ligne) |
| Sexy And I Know It                 | LMFAO                                  | Moyen      | 2011  | Solo     | ♂                  | 26 novembre 2013  | 300 Wii Points / 3 €    | Divers (fermeture des boutiques en ligne) |
| American Girl                      | Bonnie McKee                           | Moyen      | 2013  | Solo     | ♀                  | 26 novembre 2013  | 300 Wii Points / 3 €    | Divers (fermeture des boutiques en ligne) |
| The Other Side (P)                 | Jason Derulo                           | Difficile  | 2013  | Solo     | ♂                  | 26 novembre 2013  | 300 Wii Points / 3 €    | Divers (fermeture des boutiques en ligne) |
| "Dançando" (P)                     | Ivete Sangalo                          | Moyen      | 2013  | Solo     | ♀                  | 26 novembre 2013  | 300 Wii Points / 3 €    | Divers (fermeture des boutiques en ligne) |
| "Blurred Lines" (AL)               | Robin Thicke                           | Extrême    | 2013  | Solo     | ♀                  | 26 novembre 2013  | 150 Wii Points / 1,50 € | Divers (fermeture des boutiques en ligne) |
| Can't Get Enough                   | Becky G feat. Pitbull                  | Moyen      | 2013  | Solo     | ♀                  | 17 décembre 2013  | 300 Wii Points / 3 €    | Divers (fermeture des boutiques en ligne) |
| My Main Girl                       | MainStreet                             | Facile     | 2013  | Solo     | ♀                  | 17 décembre 2013  | 300 Wii Points / 3 €    | Divers (fermeture des boutiques en ligne) |
| I Need Your Love                   | Calvin Harris feat. Ellie Goulding     | Difficile  | 2013  | Solo     | ♀                  | 17 décembre 2013  | 300 Wii Points / 3 €    | Divers (fermeture des boutiques en ligne) |
| Don't You Worry Child              | Swedish House Mafia feat. John Martin  | Moyen      | 2012  | Solo     | ♂                  | 17 décembre 2013  | 300 Wii Points / 3 €    | Divers (fermeture des boutiques en ligne) |
| "#thatPOWER" (AL)                  | will.i.am feat. Justin Bieber          | Difficile  | 2013  | On-Stage | ♂/♂/♂              | 17 décembre 2013  | 150 Wii Points / 1,50 € | Divers (fermeture des boutiques en ligne) |
| "Applause" (AL)                    | Lady Gaga                              | Difficile  | 2013  | Solo     | ♀                  | 17 décembre 2013  | 150 Wii Points / 1,50 € | Divers (fermeture des boutiques en ligne) |
| "Gangnam Style" (4D)               | Psy                                    | Difficile  | 2012  | Duo      | ♂/♀-♂-♀            | 17 décembre 2013  | 300 Wii Points / 3,00 € | Divers (fermeture des boutiques en ligne) |
| "Timber"                           | Ke$ha feat. Pitbull                    | Moyen      | 2013  | Duo      | ♀/♂                | 11 février 2014   | 300 Wii Points / 3,00 € | Divers (fermeture des boutiques en ligne) |
| Rock N Roll                        | Avril Lavigne                          | Facile     | 2013  | Solo     | ♀                  | 11 février 2014   | 300 Wii Points / 3,00 € | Divers (fermeture des boutiques en ligne) |
| "Die Young" (4D)                   | Ke$ha                                  | Difficile  | 2012  | Duo      | ♀/♀                | 11 février 2014   | 300 Wii Points / 3,00 € | Divers (fermeture des boutiques en ligne) |
| "Just Dance" (AL)                  | Lady Gaga feat. Colby O'Donis          | Moyen      | 2008  | Solo     | ♂                  | 11 février 2014   | 300 Wii Points / 3,00 € | Divers (fermeture des boutiques en ligne) |
| "Moves Like Jagger" (4)            | Maroon 5 feat. Christina Aguilera      | Moyen      | 2011  | Solo     | ♂                  | 22 avril 2014     | 300 Wii Points / 3,00 € | Divers (fermeture des boutiques en ligne) |
| The World Is Ours                  | David Correy                           | Moyen      | 2014  | Solo     | ♂                  | 6 mai 2014        | Gratuit                 | Divers (fermeture des boutiques en ligne) |
| "Get Lucky" (AL) (Beta Song)       | Daft Punk feat. Pharell Williams       | Extrême?   | 2013  | Solo     | ♀                  | ???               | ?                       | Divers (fermeture des boutiques en ligne) |

### Mode Party Master
| Titre de la chanson          | Chanteur(ses)                    |
| ---------------------------- | -------------------------------- |
| She Wolf (Falling To Pieces) | David Guetta Ft Sia              |
| Where Have You Been          | Rihanna                          |
| Gentleman                    | Psy                              |
| Flashdance (What A Feeling)  | The Girly Team                   |
| Troublemaker                 | Olly Murs Ft Flo Rida            |
| Follow The Leader            | Wisin Y Yandel Ft Jennifer Lopez |
| Starships                    | Nicki Minaj                      |
| Just Dance                   | Lady Gaga Ft Colby O'Donis       |
| Love Boat                    | Frankie Bostello                 |
| I Will Survive               | Gloria Gaynor                    |

- Le (N) indique que la chanson est disponible dans la version américaine du jeu
- Le (AL) indique que la chanson est une alternative d'une chanson déjà existante
- Le (4) indique que la chanson est déjà présent dans Just Dance 4
- Le (4D) indique que la chanson est aussi dans la boutique de Just Dance 4
- Le (P) indique que la chanson est disponible dans la version européenne du jeu
- (Song Beta) indique que la chanson a été enlevée pour des raisons inconnues

## Développement
Lors de son développement, le jeu devait initialement s'appeler Just Dance 5. Le jeu devait aussi inclure une fonctionnalité supplémentaire, Music Motion, qui a été plus tard renommée en Just Dance DJ.